# أحمد قوام
أحمد قوام (الميلاد: 2 يناير 1876 –الوفاة: طهران 23 جولاي 
1955) ويعرف أيضا باسم (قوام السلطنة)، سياسي إيراني، شغل منصب رئيس وزراء إيران 5 مرات أعوام : 1921 و1922 و1942 و1947 و1953، أستطاع أن يخدع الاتحاد السوفيتي، حيث عقد معهم اتفاقا سريا بمنحهم امتياز نفطي في المنطقة الشمالية بموافقة المجلس بعد الانتخابات. بموجب شروط الاتفاق هذا بدأت القوات السوفيتية الانسحاب من إيران. وعندما انعقد المجلس الجديد، صوتوا على الفور ضد امتياز نفطي السوفياتي المقترح. مما جعل الأخرون يطلقون عليه لقب «الثعلب العجوز».

## روابط خارجية
- أحمد قوام على موقع الموسوعة البريطانية (الإنجليزية)
- أحمد قوام على موقع الموسوعة البريطانية (الإنجليزية)
- أحمد قوام على موقع مونزينجر (الألمانية)